# Sint-Jobkapel (Aalst)

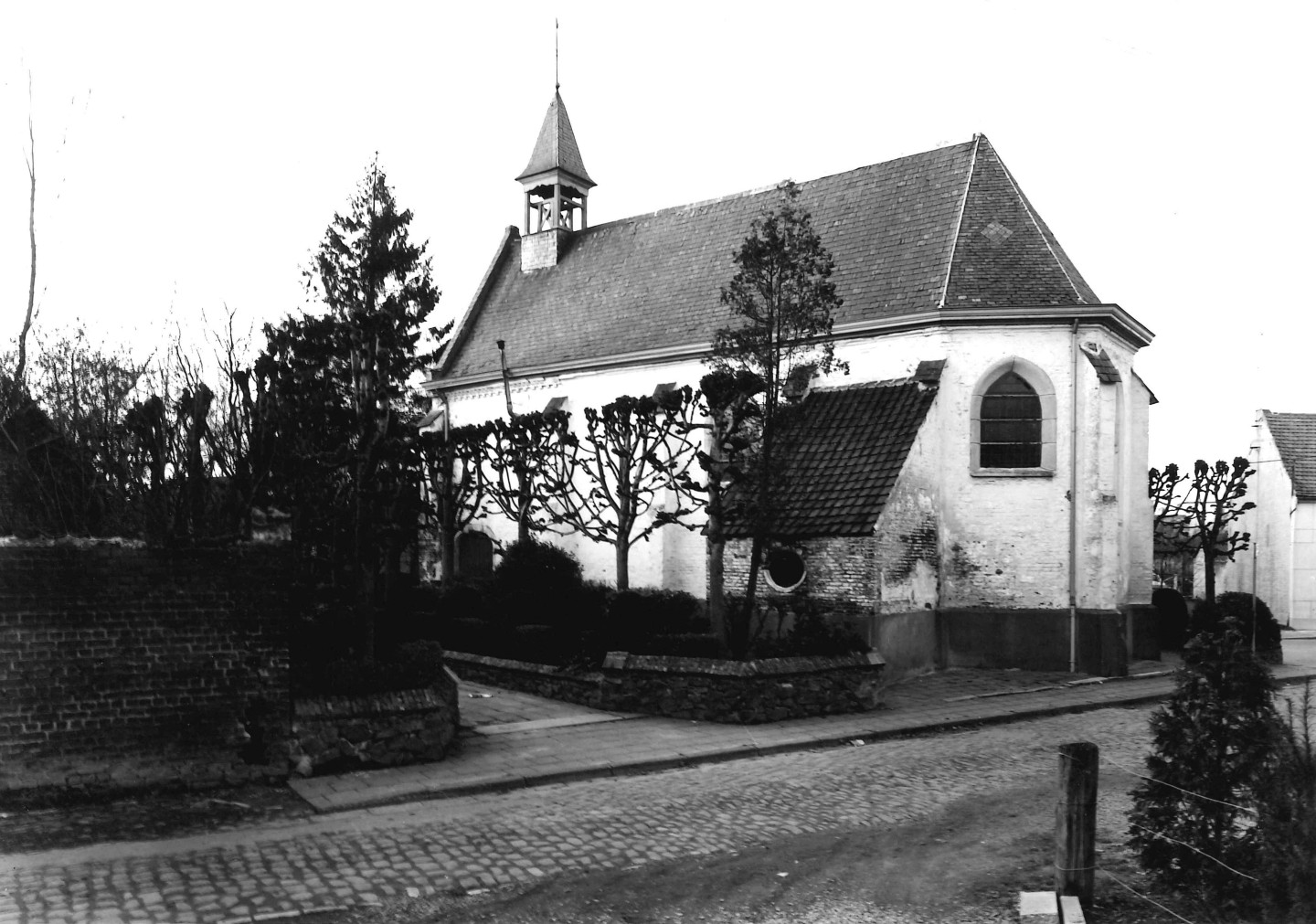
Sint-Jobkapel

De Sint-Jobkapel is een kapel in de Oost-Vlaamse plaats Aalst, gelegen aan de Sint Jobstraat.

## Geschiedenis
In 1429 werd de kapel voor het eerst vermeld. Deze was afhankelijk van het Kasteel van Regelsbrugge. In 1599 was de kapel erg vervallen en in 1658 werd hij herbouwd om in hetzelfde jaar door Franse troepen verwoest te worden. De kapel zal grotendeels zijn blijven bestaan, want in 1663 werd hij al naar het westen toe vergroot.
In 1760 werd een altaar voor de kapel vervaardigd. In 1905 werd dit overgeplaatst naar het Kapucijnenklooster te Aalst.
Tijdens de Franse bezetting werd de kapel openbaar verkocht aan een particulier met de voorwaarde dat hij diende te worden gesloopt. In werkelijkheid diende hij als schuilkerk om in 1805 weer officieel in gebruik te worden genomen. In 1806 werd het dakruitertje hersteld en daarin hangt een klok uit 1710.
De kapel, eigendom van graaf Du Monceau, kwam in 1927 in bezit van de Sint-Martinusparochie. In 1975 werd de kapel geklasseerd als monument.

## Gebouw
Het betreft een georiënteerd bakstenen gebouw op rechthoekige plattegrond met een driezijdig afgesloten koor. Boven de westgevel bevindt zich een vierkante dakruiter. De kapel wordt omgeven door een rij lindebomen en een rij bolvormig gesnoeide taxussen.

## Interieur
Het interieur wordt overkluisd door een tongewelf. Er is een calvarie uit de 17e of 18e eeuw. Ook is er een communiebank in rococostijl van 1761. Een bidbank is 16e-eeuws.